# Venicones

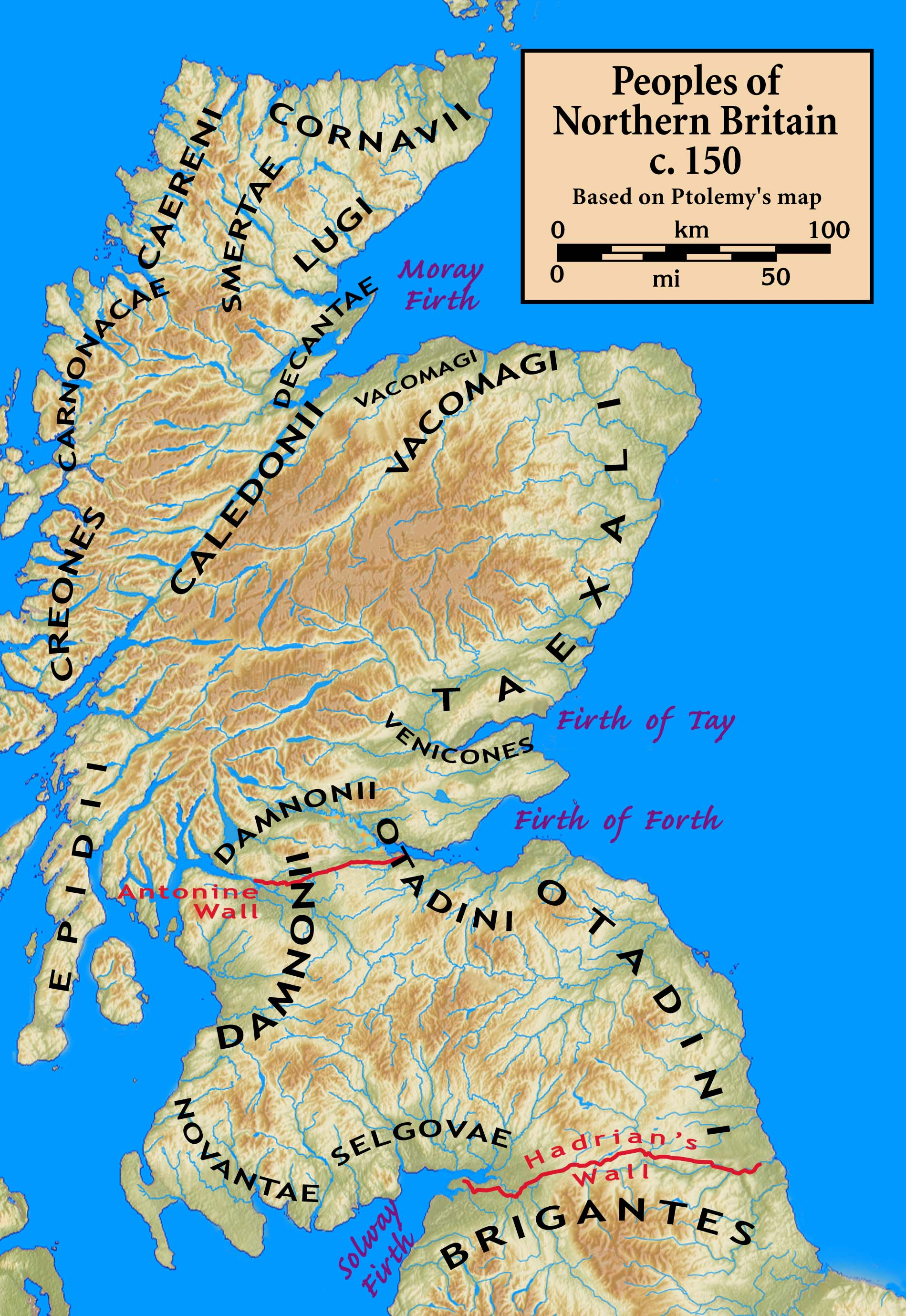
Keltische Stämme in Schottland

Die Venicones waren ein keltischer Stamm in Schottland, der nur aus Ptolemäus Geographia bekannt ist. Aus ihrer allgemeinen Beschreibung und der ungefähren Lage ihrer Stadt, die Ptolemäus "Orrea" nennt, lässt sich schließen, dass sie am Firth of Tay lebten.

## Quelle
- Claudius Ptolemäus, Geographia, 2. Buch, 2. Kapitel: Albion island of Britannia, LacusCurtius website der University of Chicago, 2008, abgerufen am 23. April 2010